# Walkthrough (parcours scénique)
Pour les articles homonymes, voir Walkthrough.

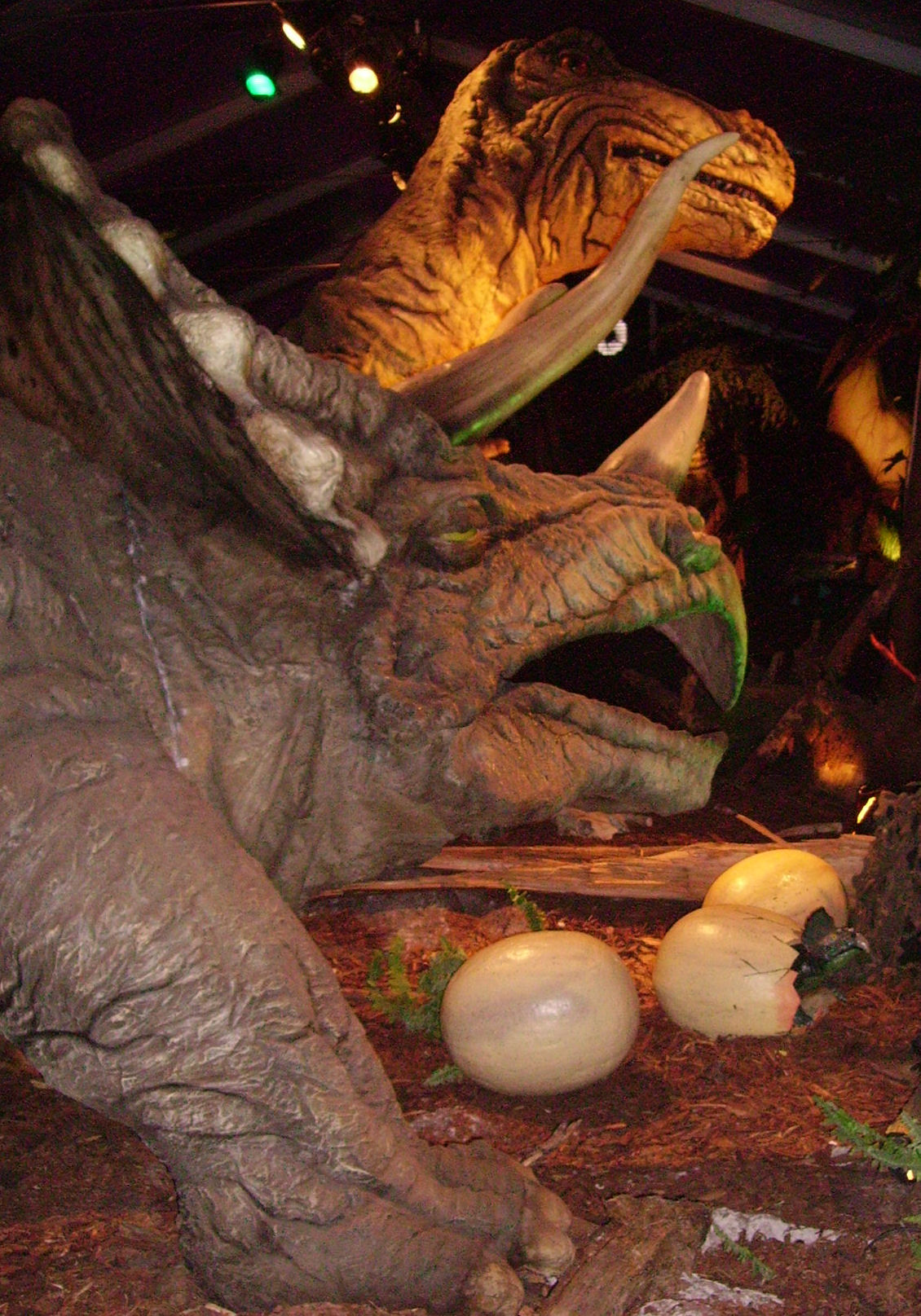
T-Rex World à Freizeit-Land Geiselwind.

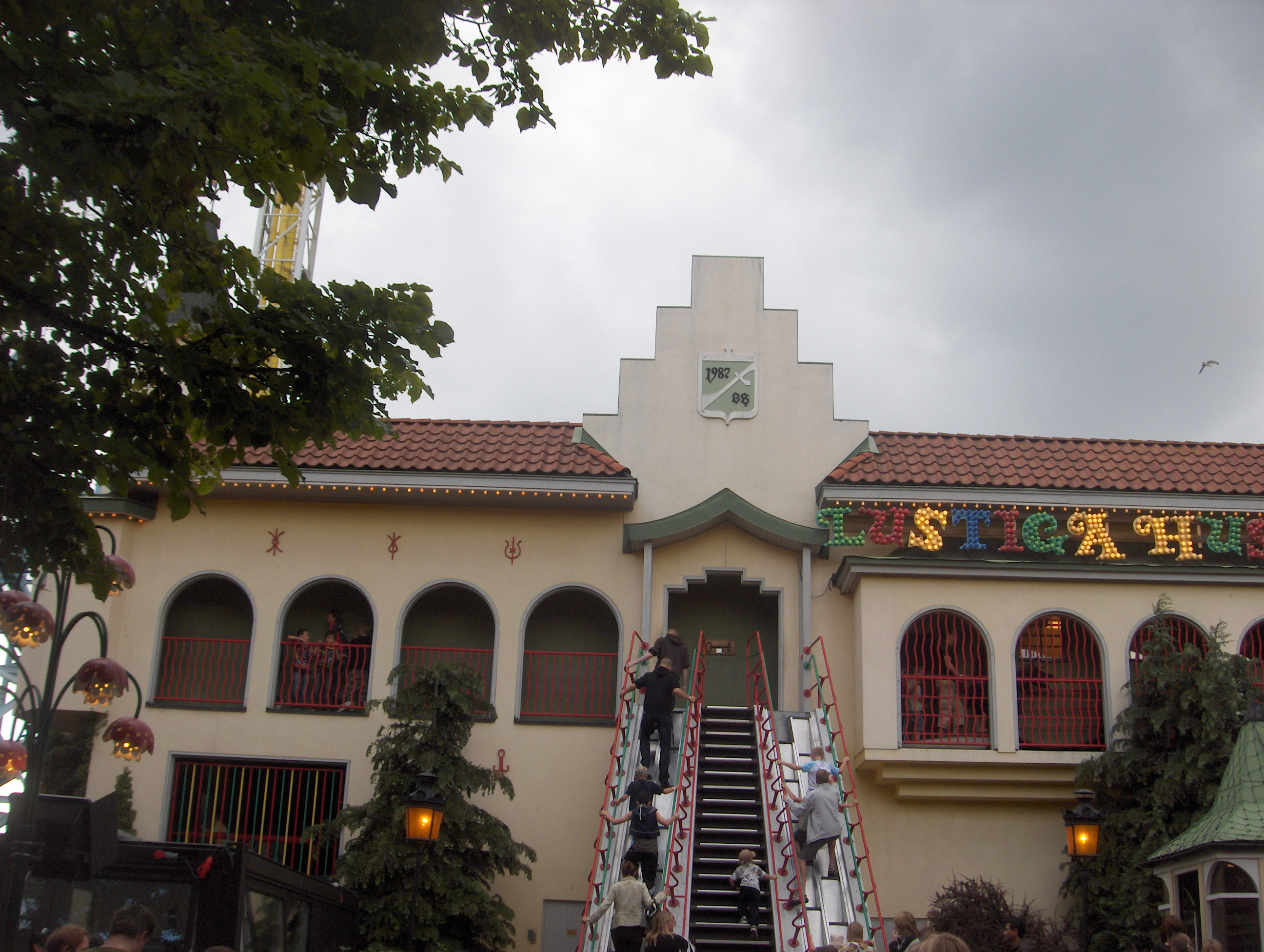
Entrée de Lustiga Huset à Gröna Lund.

Un walkthrough (mot anglais, en français « passage à travers » littéralement) est un parcours scénique à pied où les visiteurs sont amenés à découvrir différents décors tournant autour d'une thématique définie (le sous-marin du capitaine Nemo, par exemple, pour les Mystères du Nautilus au Parc Disneyland).
L'attraction peut aussi être constituée d'une suite de pièces où s'enchaînent des effets spéciaux, comme pour le Templo Del Fuego (temple du feu) à PortAventura Park.
Contrairement à beaucoup d'attractions, les walkthrough ne possèdent pas de nacelles ou de rail : le parcours s'effectue à pied, d'où l'appellation « walk » (« marcher » en anglais).
Les deux grandes sous-catégories de walkthrough sont : 
- les maisons hantées dont le but est d'effrayer ;
- les palais du rire, agrémentés de jeux d’optique, d'épreuves d'adresse, des pièges déséquilibrants, etc.

Néanmoins, il existe des  walkthrough de l'ordre de la reconstitution historique (les Amoureux de Verdun au Grand Parc du Puy du Fou) ainsi que des walkthrough interactifs.

## Exemples dewalkthroughen Europe
- Allemagne :
  - Geistermühle à Freizeitpark Plohn
  - Hotel Tartüff à Phantasialand
  - T-Rex World à Freizeit-Land Geiselwind
  - Zauberwelt der Diamanten à Europa-Park

- Belgique :
  - Mystery Hotel à Bobbejaanland
  - Le Repaire des Fantômes à Meli Park
  - Wonderbare Bijenkorf à l'Exposition universelle de 1958 puis à Meli Park
  - Historium à Bruges

- Espagne :
  - El Viejo Caseron et La reina de Africa à Parque de Atracciones de Madrid
  - Hotel Krüeger à Tibidabo
  - Piramide del Terror à Terra Mítica
  - Templo Del Fuego à PortAventura Park
  - Allende la Mar Océana à Puy du Fou España
  - De Tal Palo... à Puy du Fou España

- France :
  - Alice's Curious Labyrinth au Parc Disneyland
  - Dinosaures aventure à Nigloland
  - Le Premier Royaume au Grand Parc du Puy du Fou
  - Les Amoureux de Verdun au Grand Parc du Puy du Fou
  - Le Mystère de La Pérouse au Grand Parc du Puy du Fou
  - La Renaissance du Château au Grand Parc du Puy du Fou
  - Le Monde Imaginaire de la Fontaine au Grand Parc du Puy du Fou
  - L'argonaute à la Cité des sciences et de l'industrie de Paris La Villette
  - La Cabane des Robinson au Parc Disneyland
  - Le Manoir de Paris à Paris
  - Le Passage enchanté d'Aladdin au Parc Disneyland
  - Les Mystères du Nautilus au Parc Disneyland
  - Terror House à Walygator Parc. Fermé de 2013 à 2016

- Italie
  - Albero di Prezzemolo à Gardaland
  - Inferis à Gardaland
  - Phobia à Mirabilandia
  - The Horror House à Movieland Studios
  - The Scary House à Movieland Studios

- Pays-Bas :
  - De nombreux contes du Bois des contes à Efteling
  - Spookslot à Efteling
  - Spookslot à Koningin Juliana Toren
  - Villa Fiasco à Toverland
  - Volk van Laaf à Efteling

- Royaume-Uni :
  - Hocus Pocus Hall à Chessington World of Adventures
  - Saw Alive à Thorpe Park
  - Trauma Towers à Pleasure Beach, Blackpool

- Suède :
  - Hotel Gasten à Liseberg
  - Lustiga Huset à Gröna Lund